# Ioan Sârca
Ioan Sârca (n. 9 martie 1911 – d. 1991) a fost un criminal în serie din Oradea care a ucis peste 20 de copii. 
Puține lucruri sunt cunoscute despre copilăria sa. La vârsta de 17 ani s-a mutat în București și s-a angajat la Uzinele Malaxa. Acolo a lucrat până în 1933 când a fost recrutat în armată. În anul 1934 și-a terminat serviciul militar și s-a căsătorit, soția lui i-a adus pe lume și un copil, dar la doi ani de la căsătorie soția divorțează din cauza condamnării sale la 3 luni de închisoare pentru furt în anul 1935. În urma condamnării acesta a fost concediat de la Uzinele Malaxa. În 1936 a furat de la Uzinele de Gaze și Electricitate fiind arestat din nou. După aceea Ioan nu și-a mai găsit loc de muncă ajungând să se prostitueze ca homosexual.   
În 1943 acesta a ademenit un tânăr pe un câmp unde l-a lovit și a încercat să-l violeze. Tânărul pe nume Gheorghe Boroș a scăpat și s-a dus la jandarmerie. Jandarmeria a înregistrat plângerea dar nu a făcut nimic în cazul lui Sârca. Ioan ademenea adolescenți în locuri ferite de ochii lumii unde urma să îi lege, apoi îi viola și îi omora, iar în final le fura hainele și bunurile pe care le vindea în târgurile din București. Până în 1944 Sârca a reușit să ucidă 11 tineri. Acesta a fost prins, și-a recunoscut crimele și a fost închis la Văcărești. În 1945 acesta evadează alături de un alt condamnat folosind acte false.
După eliberare s-a mutat la Brașov unde a mai ucis 2 adolescenți. Sârca le-a spânzurat cadavrele. Acesta a plecat la Oradea unde a început să ia masa cu un tânăr militar Vasile Pârvu pe care l-a omorât. Sârca a început să omoare tineri noi veniți în oraș pe care îi racola de la gară, îi scotea din oraș și îi omora. Poliția din Oradea a fost alertată și a început să îl caute pe criminal. Sârca a fugit la Zalău unde a fost arestat pentru furt și a fost recunoscut după un portret robot trimis de la Oradea. A fost arestat și a murit în închisoare la 80 de ani.